# Argonàutiques

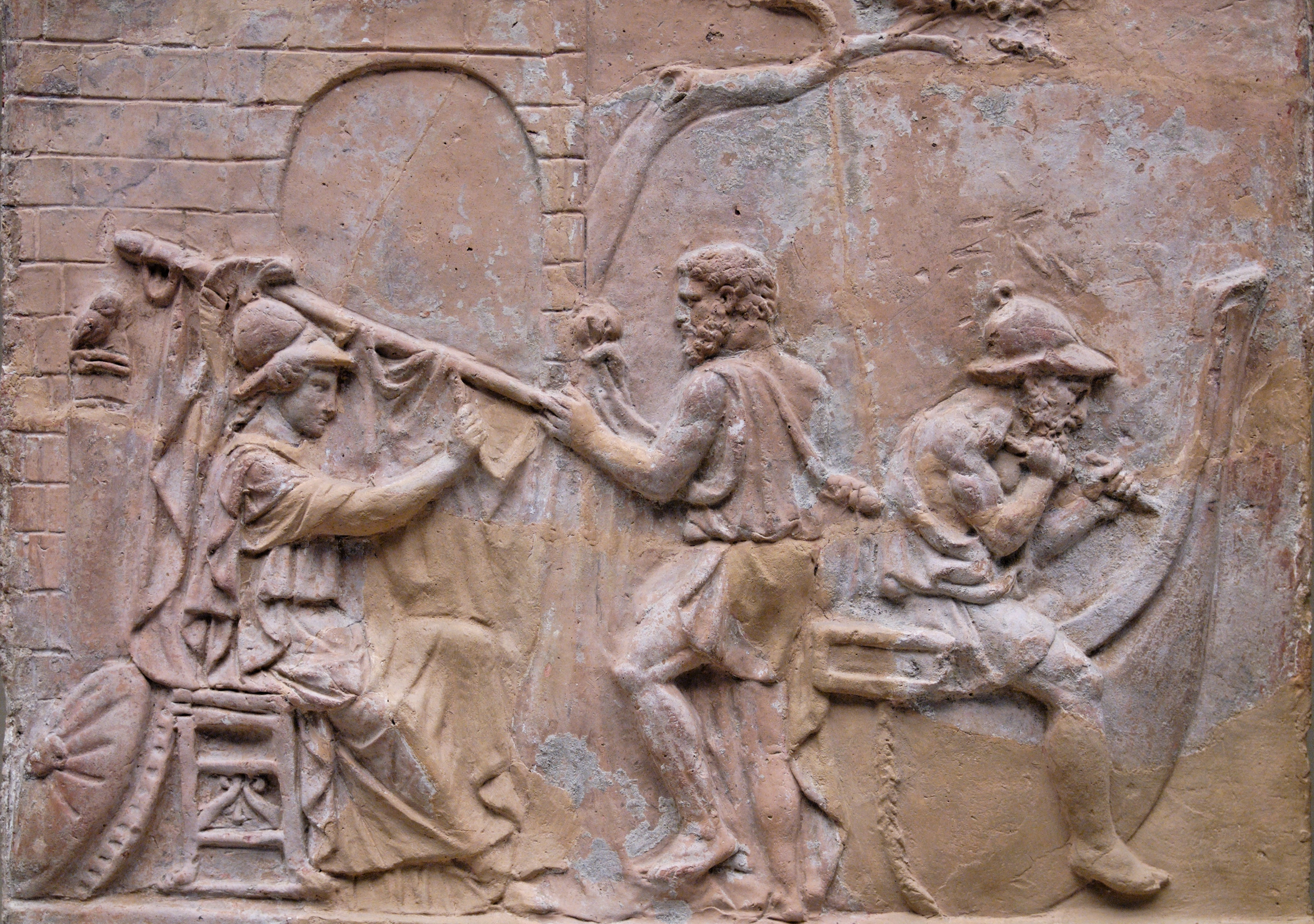
Construcció de la nau Argo.

Les Argonàutiques és l'obra més important d'Apol·loni Rodi. És una epopeia que tracta sobre la història de Jàson i els Argonautes que narra en quatre llibres el viatge de la nau Argo fins al nord de la Còlquida a través de la Màrmara i de la mar Negra (llibres I-II), l'obtenció, amb l'ajuda de Medea, del velló d'or (llibre III), i la tornada a Iolcos, a Tessàlia, a través del Danubi, el Po, la Mediterrània i el nord d'Àfrica (llibre IV).
És l'única obra èpica anterior a l'Eneida de Virgili que podria comparar-se amb la d'Homer en mida i extensió, i la primera epopeia que concedeix un lloc important a l'amor de Medea per Jàson. Al segle iv-V un escriptor anònim va escriure les Argonautica Orphica, en un grec imitant l'estil d'Homer, del qual fins al segle xix es va pensar que era anterior, però que de fet és posterior a la versió d'Apol·loni.